# Wyższe Wojskowe Kursy Naukowe
Wyższe Wojskowe Kursy Naukowe gen. Nikołaja N. Gołowina (ros. Высшие Военно-Научные Курсы генерала Головина) - emigracyjna rosyjska uczelnia wojskowa w latach 20. i 30. XX w.
Utworzenie Kursów wiąże się nieodzownie z postacią gen. lejtn. Nikołaja N. Gołowina, profesora nikołajewskiej akademii sztabu generalnego w okresie przedrewolucyjnym. Jako minister wojny i jednocześnie szef sztabu generalnego wojsk Białych gen. Piotra N. Wrangla ewakuował się z Krymu do Gallipoli. Na emigracji zamieszkał w Paryżu. Generał N.N. Gołowin był zwolennikiem idei podjęcia walki zbrojnej z bolszewikami przez białą emigrację rosyjską. Już w 1921 r. otrzymał on od gen. Piotra N. Wrangla polecenie utworzenia Akademii Sztabu Generalnego. Ostatecznie jednak do tego nie doszło. Dlatego od 1922 r. gen. N.N. Gołowin zaczął organizować kręgi wojennego samokształcenia. W 1925 r. było ich już 52 z ok. 550 słuchaczami. 27 marca 1927 r. w Paryżu zostały otworzone Wyższe Wojskowe Kursy Naukowe. W uroczystości uczestniczył Wielki Książę Nikołaj Nikołajewicz. Organizacja Kursów opierała się na statucie Nikołajewskiej Akademii Sztabu Generalnego z 1910 r. Zajęcia odbywały się w siedzibie Związku Gallipojczyków. Głównym ich zadaniem było przygotowanie i wyszkolenie na poziomie szkolnictwa wyższego oficerów według programów nauczania Sztabu Generalnego armii rosyjskiej. Dla oficerów, którzy nie mieli średniego wykształcenia wojskowego, utworzono wojskowe kursy dokształcające, po ukończeniu których mogli oni wstąpić na Wyższe Wojskowe Kursy Naukowe. Wykładowcami na nich byli znani rosyjscy specjaliści akademiccy: gen. N.N. Gołowin, gen. Aleksandr W. Gierua, gen. Arsienij A. Gulewicz, gen. Michaił I. Riepjew, gen. Wiaczesław G. Baranow, gen. Iwan P. Stawicki, gen. Władimir N. Domaniewski, gen. A.N. Winogradski, płk Arsienij A. Zajcow, płk Jewgienij W. Trikoza, czy gen. Piotr N. Krasnow. Zajęcia odbywały się w formie wykładów, spotkań, seminariów i gier wojennych. Od 1930 r. prowadzono też szkoleniowe kursy wojskowe przeznaczone dla młodych ludzi, chcących uzyskać wiedzę teoretyczną niezbędną do służby oficerskiej. Uczestniczyli w nich emigranci do 16. roku życia, o odpowiednim stanie fizycznym, posiadający wykształcenie czterech klas korpusu kadetów lub gimnazjum. Ponadto kandydaci musieli dysponować rekomendacją uzyskaną od rodzimych struktur Rosyjskiego Związku Ogólnowojskowego (ROWS) bądź działacza, znanego w kręgach białej emigracji rosyjskiej. Kurs trwał 1 rok z takimi przedmiotami, jak taktyka piechoty, artylerii, kawalerii, lotnictwa i wojsk inżynieryjnych, polowe roboty inżynieryjne, chemia bojowa, geografia wojskowa, topografia, krótka historia rosyjskiej wojskowości, organizacja i uzbrojenie wojsk, prawo wojskowe. W 1931 r. powstały kursy zaoczne. 31 stycznia tego roku filię Wyższych Wojskowych Kursów Naukowych otworzono w serbskim Belgradzie. Było to związane z faktem, że na terytorium Jugosławii mieszkało bardzo dużo białych emigrantów rosyjskich. Kursy otrzymały przez Związek Rosyjskich Organizacji Akademickich za Granicą z siedzibą w Pradze status wyższej uczelni wojskowej. Wśród kadry znajdowali się m.in. gen. Aleksandr N. Szubierski, gen. Boris A. Sztejfon, gen. Nikołaj S. Batiuszyn, płk Roman K. Drejling, płk Jewgienij E. Messner, płk Wasilij M. Pronin. Program kursów dzielił się na 3 klasy: młodszą, starszą i dokształceniową (wyższą). Szkolenie, za które trzeba było płacić, kierowano do byłych oficerów mających wykształcenie co najmniej średnie. Nauka w każdej klasie trwała półtora roku. W młodszej klasie głównym przedmiotem była taktyka wszystkich rodzajów wojsk, organizowanie tyłów i zaopatrzenia, ogólne uzbrojenie, organizacja sił zbrojnych, psychologia wojenna i topografia wojenna. W starszej klasie nauczano ogólnej taktyki, historii wojennej, służby sztabu generalnego, obrony państwowej. Na koniec zajęć odbywano gry wojennej, którą następnie poddawano analizie. Po ocenie komisji szkoleniowej słuchacze przechodzili kurs dokształcający (z zajęciami z wyższej taktyki, nauki o wojnie, strategii, organizowania tyłów i zaopatrzenia, badań nad operacjami wojennymi I wojny światowej), którego celem było otrzymanie wyższego wykształcenia wojskowego. Każdy słuchacz pisał pracę naukową, którą potem bronił przed komisją szkoleniową. W jej skład wchodzili m.in. gen. A.N. Szubierski, gen. Władimir N. Kolubakin, gen. Boris B. Griebienszczikow, gen. Władimir A. Engelke, gen. Wiaczesław M. Tkaczow, płk Władimir W. Balcar, płk J.E. Messner. W 1936 r. w Belgradzie z inicjatywy gen. A. N. Szubierskiego został utworzony Rosyjski Wojskowy Instytut Naukowy. Jego organem prasowym było pismo "Oswiedomitiel". Belgradzkie kursy działały do 1944 r., mając 6 wypuszczeń słuchaczy. Dyplomy otrzymało 77 osób spośród ponad 200 uczestniczących. Z kolei w Nicei w latach 1931-1932 istniały Wojskowe Kursy Morskie, kierowane przez gen. Nikołaja A. Jepanczina. Funkcję jego zastępcy pełnił gen. A.G. Kuźmin. Wśród wykładowców byli gen. I.W. Nowicki, gen. Anatolij Ł. Nosowicz, gen. Michaił A. Swieczin, kontradm. G.Ł. Maksimow, płk N.P. Dobrogorski, płk Michaił I. Iziergin, płk Erik G. Freiberg. Wyższe Wojskowe Kursy Naukowe miały przedstawicieli w Bułgarii (ośrodkiem w Sofii kierował płk A.I. Fiedotow) i USA, gdzie w San Francisco działał Krąg Nauki Wojskowej na czele z baronem gen. Aleksiejem P. Budbergiem. W dniu 1 września 1939 r. kursy w Paryżu zostały zamknięte. Do tego czasu uczestniczyło w nich ponad 400 Rosjan. Jednakże z powodu kłopotów materialnych i wysokich wymagań dyplomy ukończenia otrzymało jedynie 82 słuchaczy. Część z nich uczestniczyła w działalności utworzonego w 1938 r. przez gen. N.N. Gołowina Instytutu Badań nad Problemami Wojny i Pokoju, zajmującego się analizami konfliktów wojennych i doktryn wojskowych różnych armii europejskich. Jego działalność zakończyło zajęcie Francji przez wojska niemieckie latem 1940 r.